# Senkiwka (Tschernihiw)
Senkiwka (ukrainisch Сеньківка; russisch Сеньковка Senkowka) ist ein Dorf im Norden der ukrainischen Oblast Tschernihiw mit etwa 140 Einwohnern (2017).

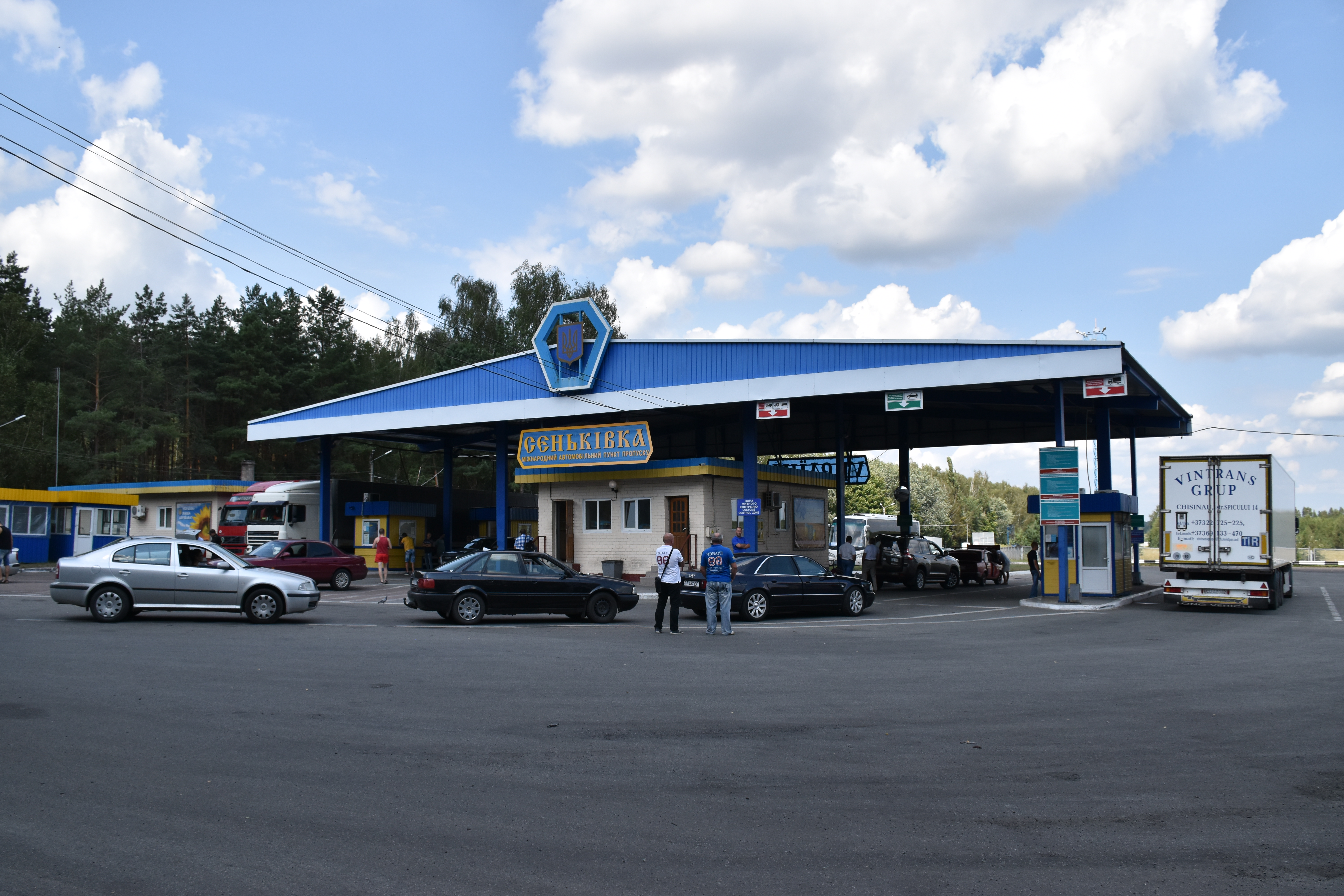
Grenzstation Senkiwka 2018 am Dreiländereck

Die Ortschaft liegt im Norden des Rajon Tschernihiw am Dreiländereck Ukraine-Belarus-Russland auf einer Höhe von 153 m, 31 km nördlich vom ehemaligen Rajonzentrum Horodnja und 87 km nördlich vom Oblastzentrum Tschernihiw.
Das 1626 erstmals schriftlich erwähnte Dorf hatte 2001 noch 214 Einwohner und war bis Januar 2018 das administrative Zentrum der gleichnamigen Landratsgemeinde. Seitdem ist Senkiwka Bestandteil der Stadtgemeinde Horodnja.
Die Dorfbewohner sind zu 75 % Rentner, der Rest der Einwohner arbeitet beim Zoll, beim Grenzschutz oder in der Landwirtschaft.
Am 4. September 2017 wurde das Dorf ein Teil der neugegründeten Stadtgemeinde Horodnja, bis dahin bildete es zusammen mit dem Dorf Beryliwka (Берилівка) die gleichnamige Landratsgemeinde Senkiwka (Сеньківська сільська рада/Senkiwska silska rada) im Nordosten des Rajons Horodnja.
Am 17. Juli 2020 kam es im Zuge einer großen Rajonsreform zum Anschluss des Rajonsgebietes an den Rajon Tschernihiw.
Am Ostrand des Dorfes verläuft, von Tschernihiw kommend die Fernstraße N 28 / Regionalstraße P–13 zur nahe gelegenen belarussischen und russischen Grenze. Entlang der russisch-ukrainischen Grenze wurde seit 2015 eine verstärkte Grenzsperranlage errichtet.

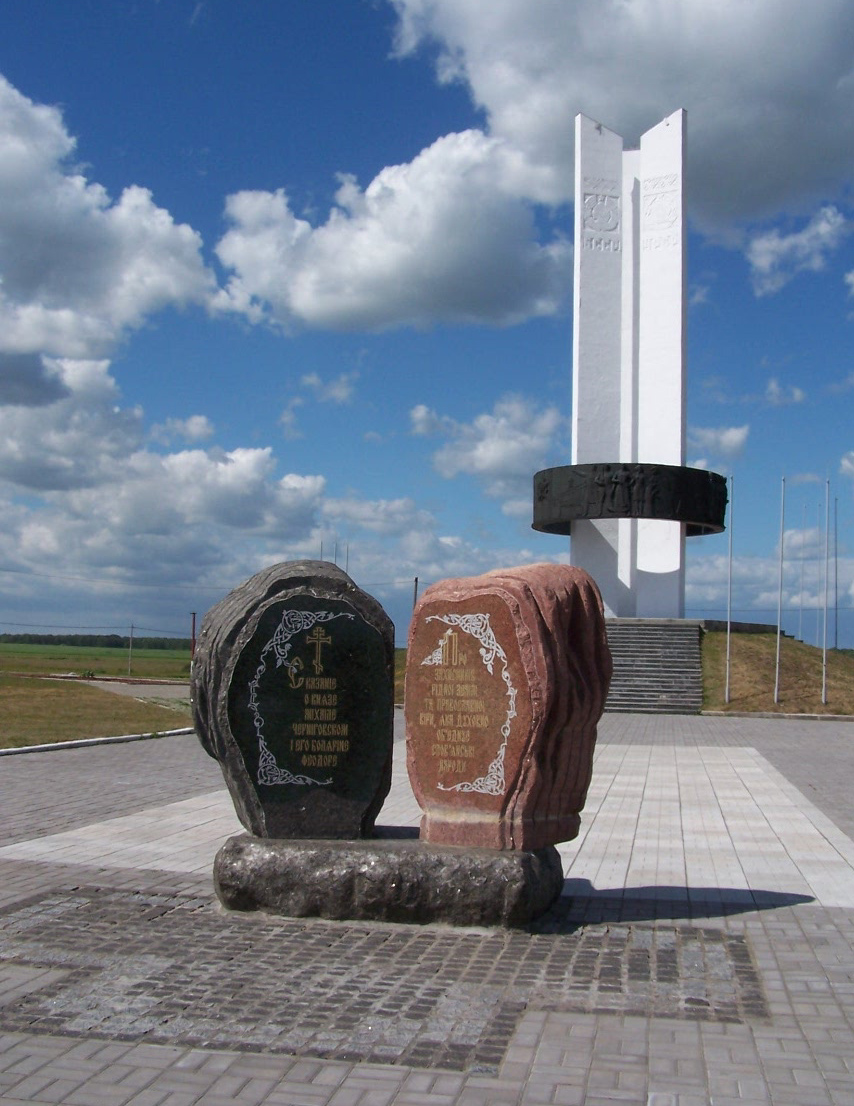
Das nördlich vom Dorf gelegene Denkmal Drei Schwestern

Nördlich vom Dorf befindet sich auf einem Hügel am Dreiländereck das im August 1975 errichtete Denkmal Drei Schwestern (Три сестри) zu Ehren der Freundschaft des belarussischen, russischen und ukrainischen Volks, an dem bis 2013 jährlich eine Feier zur Freundschaft der Völker stattfand. Mit der russischen Aggression 2014 fanden die jährlichen Feierlichkeiten ein Ende.